# 明基夫齊 (杜布諾區)
50°11′34″N 25°41′24″E / 50.19278°N 25.69000°E
明基夫齊（烏克蘭語：Миньківці），是烏克蘭的村落，位於該國西北部羅夫諾州，由杜布諾區負責管轄，面積0.36平方公里，海拔高度213米，2001年人口164，人口密度每平方公里454.3人。